# Radna (Słowenia)
Radna – wieś w Słowenii, w gminie Sevnica. W 2018 roku liczyła 76 mieszkańców.